# Киреев, Владимир Владимирович
Владимир Владимирович Киреев (7 января 1972, Горький, СССР) — российский футболист. Играл на позиции полузащитника.

## Карьера
Воспитанник ДЮСШ-8 (Горький). В 1990 году попал в заявку нижегородского «Локомотива», однако первые два сезона за основную команду не играл. После распада СССР клуб попал в высшую российскую лигу, а сам Киреев в турнире дебютировал 4 октября 1992 года в выездном матче 5-го тура чемпионской группы против московского «Динамо», выйдя на 84-й минуте встрече на замену Алексею Герасимову. В 1994 году перешёл в казахстанский «Горняк» Хромтау. В 1996 году полсезона отыграл в клубе «Кайсар-Мунай». В 1997 году перешёл в клуб «Торпедо-Виктория», откуда отдавался в аренду в «Химик» Дзержинск и «Торпедо» Павлово. В 2001 году продлил контракт с клубом, однако в том же сезоне завершил профессиональную карьеру. В 2002—2004 годах играл за любительский клуб «Динамо-ГАИ».